# Anthropologische Gesellschaft Londons

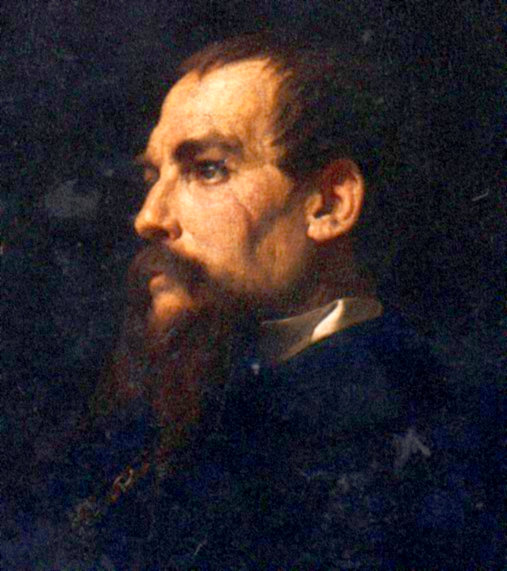
Richard Francis Burton

Die Anthropologische Gesellschaft Londons (englisch Anthropological Society of London) wurde 1863 von Richard Francis Burton und James Hunt gegründet. Sie wurde damals von der 1843 gegründeten Ethnologischen Gesellschaft abgespalten und sah sich selbst fortan als Gegenstück zu der älteren Institution.
Die anthropologische wissenschaftliche Gesellschaft, so Hunt, beschäftige sich mit der Sammlung von Fakten und Bestimmung von Naturgesetzen, welche Erklärungen für die Vielfalt der Menschheit liefern könnten. Sie „werfe ihre intellektuellen Netze breiter aus“ und widme sich sowohl den körperlichen als auch kulturellen Aspekten des Menschen.
Die wahren Unterschiede zwischen den beiden Organisationen lagen jedoch tiefer. Die Mitglieder der Ethnologischen Gesellschaft glaubten ohne Ausnahme, dass Menschen von ihrer Umwelt geprägt werden; als Charles Darwin seine Theorie der natürlichen Auslese veröffentlichte, unterstützten sie diese. Auch waren sie Verfechter des Monogenismus und politisch liberal, insbesondere bei rassenbezogenen Themen.
Hunt und seine Anhänger waren im Gegensatz dazu jedoch vehement anti-darwinistisch eingestellt und starke Befürworter der Theorie des Polygenismus. Ihnen war die Politik des Rests ihrer Gesellschaft zuwider, so unterstützten sie z. B. im Amerikanischen Bürgerkrieg die Konföderierten. Das Thema, welches die beiden Gruppen jedoch am meisten spaltete, war die sogenannte Negerfrage. Hunt glaubte, dass Schwarzafrikaner einer anderen Spezies als Weiße angehören (die polygenistische Sichtweise), diesen unabwendbar unterlegen  und daher am besten für Sklavenarbeit geeignet sind.
Viele führende Mitglieder der Ethnologischen Gesellschaft waren allerdings am Streben des British Empire, den Sklavenhandel auszurotten, beteiligt und viele von ihnen glaubten auch dass alle Menschen dieselbe Abstammung hätten (die monogenistische Sichtweise) und dass die afrikanische Bevölkerung durchaus zu den Menschen zu zählen sei. Schwarzafrikaner (und auch andere) hielten aber auch sie für nicht „zivilisationsfähig“ und daher für am besten geeignet zur Arbeit (und auch, in weiterer Folge, zur Sklavenarbeit).